# 法隆寺经幢
法隆寺经幢位于中華人民共和國浙江省金华市婺城区江南街道金钱寺社区，始建于唐大中十一年（公元857年）。法隆寺曾經名為金钱寺，有“先有金钱寺，后有金华府”一说，目前寺庙已經毁壞，仅存经幢。经幢部分埋于地下，地面部分高约6.30米，呈八角棱形，上刻佛顶尊胜陀罗尼经等。
2006年，法隆寺经幢被列入第六批全国重点文物保护单位。

## 形制
经幢平面呈八角形，由幢基、幢身、幢顶等部分组成。
幢基为两层须弥座。底层须弥座束腰，浮雕金刚力士像，作托举状，怒目圆睁，形态生动；上层须弥座束腰，刻画有勾栏望柱，与海宁安国寺经幢、惠力寺经幢上所刻勾栏同为浙江省境内所见最早的勾栏实例。
幢身高1.75米，上刻佛顶尊胜陀罗尼经和建幢记，建幢记中说明其建立时间为唐大中十一年。
幢身之上还设有宝盖、连珠、仰莲、勾栏、短柱、华盖、磐石、覆莲等构件。宝盖平面呈八角形，每角雕刻兽首，其间以花绳装饰；连珠上浮雕迦陵频伽、共命鸟，人首鸟身，展翅飞翔；仰莲共三层，雕刻精致，莲瓣饱满；短柱上饰有文殊、普贤和佛教弟子；华盖上雕刻有四个伎乐天，分别演奏笛、笙、排箫、琵琶等乐器；磐石上雕刻流云。
- 法隆寺
- 经幢
- 幢基
- 幢基上层须弥座勾栏图案
- 幢顶（宝盖、连珠、仰莲）